# Monte Saint Elias
Il Monte Saint Elias (in inglese Mount Saint Elias; in tlingit Yasʼéitʼaa Shaa o Was'eitushaa) è una montagna alta 5.489 m, situata sul confine tra il territorio canadese dello Yukon e la statunitense Alaska.

## Descrizione
Per la sua posizione è contemporaneamente la seconda montagna più alta del Canada, dietro il Monte Logan (5.959 m), rispetto al quale è situato circa 40 km a sud-ovest, e degli Stati Uniti, dietro al Monte McKinley (6.194 m), e la quarta più alta dell'America settentrionale, dietro anche al messicano Pico de Orizaba (5.636 m). Il versante canadese si trova all'interno del Kluane National Park and Reserve, mentre il versante statunitense si trova all'interno di Wrangell-St. Elias National Park and Preserve.
In lingua tlingit è chiamato Yasʼéitʼaa Shaa o Was'eitushaa, che significano entrambe "montagna dietro la baia", ed occasionalmente anche Shaa Tléin, che significa "grande montagna".
La caratteristica peculiare della montagna è la vicinanza al mare (la vetta si trova a soli sedici chilometri dalla costa), che le dà un impressionante rilievo verticale, paragonabile a quello di montagne di maggior altezza, ma che è anche causa di condizioni meteorologiche avverse.
La prima ascensione del Monte Saint Elias è stata compiuta nel 1897 da una spedizione italiana guidata da Luigi Amedeo di Savoia-Aosta. In seguito è stato scalato raramente perché l'altezza lo rende una meta meno prestigiosa delle vette himalayane e, nel contempo, l'ascesa è resa particolarmente impegnativa dalle difficoltà logistiche e climatiche.

## Storia

### Esplorazione
Il Monte Saint Elias fu avvistato per la prima volta da esploratori europei il 16 luglio 1741, ad opera del navigatore danese Vitus Bering. Incaricato dallo zar Pietro il Grande di esplorare le coste asiatiche del Pacifico a fini commerciali, Bering finì per esplorare anche le coste americane, quando una burrasca lo costrinse ad approdare lungo la costa dell'Alaska, in un luogo che chiamò Capo Sant'Elia, in onore del santo patrono di quel giorno (20 luglio), da cui poté notare la montagna, a circa duecento chilometri di distanza.
Solo oltre quarant'anni dopo degli europei si spinsero ad esplorare l'interno di quella regione. Nel 1778 il navigatore inglese James Cook chiamò la montagna Saint Elias, dal nome del capo battezzato da Bering. Nel 1786 lo scienziato francese Jean-François de La Pérouse, impegnato in una circumnavigazione del globo per incarico di Luigi XVI, chiamò la montagna Monte di Bering, valutandone l'altezza in 3.862 metri. Nel 1791 l'italiano Alessandro Malaspina, alla guida di una spedizione spagnola, si avvicinò alla montagna, valutandone l'altezza tra 5433 e 5.441 metri, e scoprì un ghiacciaio lungo oltre 130 chilometri e ampio 60 chilometri, nel punto più largo, che a fine Ottocento venne battezzato a suo nome dai geografi statunitensi incaricati di disegnare le carte della regione.

### Alpinismo
Nel 1886 ebbe luogo la prima spedizione con l'obiettivo di raggiungere la vetta, condotta dagli americani F. Schwatka e W. Libbey e dall'inglese H.V. Seton-Karr, finanziata dal New York Times, che raggiunse però solo la quota di 2.195 m.
Nel 1888 i fratelli britannici W.H. ed E. Topham con gli americani G. Brooke e W. Williams arrivarono a 3.494 m. Nel 1890 il professore universitario Israel C. Russell e il topografo M.B. Kerr effettuarono una spedizione scientifica sponsorizzata dalla National Geographic Society e dallo United States Geological Survey e l'anno dopo Russell tornò con una nuova spedizione che arrivò molto vicina alla cima, ma dovette abbandonare a quota 4.420 metri, appena sotto la cresta terminale. Tutti questi tentativi fallirono per l'esaurimento delle provviste e delle forze dei membri delle spedizioni.
La prima ascensione fu compiuta nel 1897 dalla spedizione italiana composta da Luigi Amedeo di Savoia-Aosta, l'ufficiale della Regia Marina Umberto Cagni, l'avvocato Francesco Gonella, il dottor Filippo De Filippi, l'alpinista fotografo Vittorio Sella e il suo assistente Erminio Botta, le guide alpine Joseph Petigax e Laurent Croux di Courmayeur e Jean Antoine Maquignaz e Andrea Pelissier della Valtournenche.
Posto il primo campo sul ghiacciaio Malaspina il 29 giugno, il gruppo formato dai dieci sopra citati e da dieci portatori iniziò la marcia verso la montagna il 1º luglio.
Ostacolati da un tempo pessimo, con una pioggia quasi ininterrotta, rallentati dalla neve inaffidabile e dai numerosi crepacci, risalirono faticosamente i ghiacciai Malaspina, Seward, Agassiz e infine Newton, dove fu necessario abbandonare le slitte per proseguire con i carichi in spalla, e dove aveva dovuto arrendersi la spedizione americana guidata da Henry S. Bryant, partita dalla baia di Yakutat una decina di giorni prima di quella italiana. Il 30 luglio, in una rara giornata di bel tempo, gli italiani divisi in tre cordate intrapresero l'attacco finale, vittoriosamente compiuto il giorno successivo: alle 11.55 del 1º agosto il Duca degli Abruzzi raggiunse per primo la cima, subito seguito dagli altri nove compagni.
L'ascesa fu ripetuta per la prima volta solo nel 1946 da una spedizione americana composta da Betty e Andrew Kauffmann, Maynard Malcolm Miller, William Latady, Cornelius e Dee Molenaar, con l'appoggio di lanci paracadutati di materiale da parte dell'aviazione militare.
Nel 1971 la montagna fu salita da una spedizione italiana, guidata da Gianni Rusconi, e da una spedizione canadese. In entrambi i casi si ripiegò sulla via normale dopo aver tentato l'ascesa lungo lo sperone nordest. La cresta est fu percorsa per la prima volta nel 1972 da Charles Bailey, Craig McKibben, Malcolm Moore, John Neal, Gary Ullin, Michael Vensel e Kurt Wehbring.